# Irene Escolar Navarro
Irene Escolar (Madrid, 19 d'octubre de 1988) és una actriu espanyola. La seva àvia era l'actriu Irene Gutiérrez Caba, el seu besoncle Emilio Gutiérrez Caba i el seu pare és el productor José Luis Escolar.
L'any 2015 va rebre el reconeixement del Festival Internacional de cinema de València, Cinema Jove amb el guardó Un Futuro de cine i el Goya a la millor actriu revelació per Un otoño sin Berlín, de Lara Izagirre.
Abans passava els estius a Calella de Palafrugell, on hi tenia una casa el seu besoncle Emilio. A l'actualitat viu a Madrid.

## Filmografia principal

### Cinema
| - Imagining Argentina (2003) - Chatarra, de Rodrigo Rodero (2004) - El séptimo día (2004) - Seis o siete veranos (2007) - Canciones de amor en Lolita's Club (2007) - Los girasoles ciegos (2008) - Al final del camino (2009) - Creuant el límit (2010) - L'idioma impossible (El idioma imposible) (2010) - Gente en sitios (2013) - Presentimientos (2014) | - Las ovejas nunca pierden el tren (2014) - Un otoño sin Berlín (2015) - Gernika (2016) - Altamira (2016) - La corona partida (2016) - Bajo la piel de lobo (2017) - Les lleis de la termodinàmica (2018) - Competencia oficial (2021) - Tenéis que venir a verla (2022) - Las chicas están bien (2023) - Caída libre (en rodatge), de Laura Jou |

### Televisió
- El comisario (2004)
- LEX (2008)
- Isabel (2014)
- Las largas sombras (2023), de Clara Roquet[1]

## Teatre
En la seva primera obra de teatre va ser dirigida per Àlex Rigola i va actuar al Teatre Lliure de Barcelona.
- Mariana Pineda de Federico García Lorca (1998), dir. Mario Gas.
- Adiós a la bohemia de Pío Baroja (2001), dir. Mario Gas
- 50 voces de Don Juan Tenorio de José Zorrilla (2006), dir. Mario Gas
- Better Days de Richard Dresser (2008-2009), dir. Alex Rigola
- Rock n Roll de Tom Stoppard (2010), dir. Álex Rigola
- El mal de la juventud de Ferdinand Bruckner (2010-2011), dir. Andrés Lima
- Íncubo de Álex Mañas (2011), dir. Álex Mañas
- Oleanna de David Mamet (2011), dir. Manuel de Benito
- Agosto (Condado de Osage) de Tracy Letts (2011-2012), dir. Gerardo Vera
- De ratones y hombres de John Steinbeck (2012-2013) dir. Miguel del Arco
- La Chunga de Mario Vargas Llosa (2013), dir. Joan Ollé
- Capitalismo, házles reír de Juan Cavestany (2013), dir. Andrés Lima
- El cojo de Inishmaan, de Martin McDonagh (2013-2014), dir. Gerardo Vera.

## Premis
- 30è Festival Internacional de Cinema de València Cinema Jove: Premi Un Futuro de Cine.[2][3]
- Goya a la millor actriu revelació per Un otoño sin Berlín[1]